# Родино
Родѝно (на италиански: Roddino; на пиемонтски: Rodin, Родин) е село и община в Северна Италия, провинция Кунео, регион Пиемонт. Разположено е на 610 m надморска височина. Населението на общината е 377 души (към 2010 г.).